# Irichohalticella fuscipennis
Irichohalticella fuscipennis is een vliesvleugelig insect uit de familie bronswespen (Chalcididae). De wetenschappelijke naam is voor het eerst geldig gepubliceerd in 1915 door Dodd & Girault.